# ماركوس كوتس
ماركوس كوتس (بالإنجليزية: Marcus Coates)‏ هو رسام بريطاني، ولد في 1968 في لندن في المملكة المتحدة.